# مهردار
مهردار یکی از روستاهای استان آذربایجان شرقی است که در دهستان آلمالو بخش نظرکهریزی شهرستان هشترود واقع شده‌است که از پیشینه تاریخی برخوردار است. این روستای تاریخی دارای جاذبه‌های گردشگری است و در 90 کیلومتری شهر تبریز و 95 کیلومتری شهر مراغه قرار گرفته است.این روستا 550 نفر جمعیت دارد.

## مشاغل
حرفه اهالی مهردار اغلب تحت تأثیر آب‌وهوا و اقلیم این منطقه است. به‌علت ارتفاع بالا و وجود برف در اغلب مدت سال و ذوب تدریجی برف‌ها، مراتع طبیعی در اطراف روستا وجود دارد که همین امر موجب شده تا دامداری جزو فعالیت‌های اصلی اهالی به‌شمار رود. کشاورزی دیمی و آبی نیز در دامنه‌ها و زمین‌های منطقه در مسیر چشمه‌سارهای پرآب کوهستانی انجام می‌شود. باغداری نیز از دیگر شغل‌های مردمان این روستا است.

## سوغات
سیب قرمز مهم‌ترین و با کیفیت ترین محصولات روستای مهردار است. لبنیات، حبوبات، گردو، گیاهان دارویی، بادام و آب معدنی از خوراکی‌هایی است که می‌توانید با خود از این روستا سوغات ببرید. به موجب آب وهوا و قرار گیری در ارتفاعات کوه پیرگوزن عسل این منطقه شهرت زیادی در سطح استان دارد . همچنین فرش و تابلوفرش های دستبافت نیز از صنایع دستی تولید شده این مردمان است.

## آب  و هوا
روستای مهردار در ارتفاع 2100 متری از سطح دریا قرار دارد و روستایی ییلاقی، کوهستانی و سردسیر با آب و هوایی مطبوع در تابستان است. در فصل‌های پاییز و زمستان روستای مهردار آب و هوای سردی دارد؛ به‌گونه‌ای که مردمان آن اغلب در نیمه دوم سال بالاخص در فصل زمستان در شرایط یخبندان می‌گذرانند. به خاطر بارش برف در این دو فصل تعداد گردشگرانی که قصد کوهنوردی و یا فعالیت های زمستانی را دارند افزایش پیدا می کند.

## پیرگوزن
پیرگوزن نام کوهی است که در این روستا قرار گرفته و بانام این روستا نیز شناخته می شود . این کوه به علت ارتفاع بلند خود از روستاها و مسیر های دور قابل رویت می باشد. به موجب برف گیر بودن این کوه هر ساله کوهنوردان بسیاری از شهر ها و استان های دیگر جهت صعود به قله و کوه پیمایی این کوه را انتخاب می کنند.